# Mymaridae
I Mimaridi (Mymaridae Haliday, 1833) costituiscono una vasta famiglia di insetti (Hymenoptera: Chalcidoidea) comprendente predatori oofagi.

## Generalità
I Mimaridi sono facilmente distinguibili dagli altri Calcidoidi per alcuni caratteri morfologici che si ripetono nella generalità delle specie della famiglia. I caratteri più importanti ai fini sistematici, percettibili al microscopio, sono la morfologia del capo e quella delle ali.
In generale sono parassiti oofagi, talvolta utilizzati in programmi di lotta biologica.

## Descrizione
I Mimaridi hanno un corpo di piccole dimensioni, in genere inferiore a 1 mm di lunghezza. Il capo mostra due suture membranose che decorrono lungo il margine interno degli occhi, connesse da una sutura trasversale. Le antenne hanno i toruli molto distanziati, situati sotto il margine inferiore degli occhi, sono lunghe e sottili, composte da 8-13 articoli, lungamente clavate nelle femmine, filiformi nei maschi.
Il torace mostra uno scutello generalmente diviso in una parte anteriore e una posteriore. Le zampe hanno tarsi composti da 4 o 5 articoli. Le ali anteriori hanno una venulazione molto ridotta che si estende in genere solo per un terzo della lunghezza dell'ala. Vena postmarginale e vena stigmale sono molto ridotte, praticamente indistinte. La regione remigante è talvolta ridotta e lungamente frangiata al margine. Le ali posteriori sono strette e marcatamente peziolate. Nella famiglia sono rappresentate anche specie microttere o attere.
L'addome ha un gastro peziolato o subsessile, le femmine hanno una terebra di varia lunghezza, in alcune specie sporgente posteriormente dall'addome.

## Biologia
I Mimaridi sono in generale endoparassiti oofagi solitari o gregari. In genere non sono associati a ospiti specifici, ma nella maggior parte dei casi parassitizzano uova di Rincoti (spesso Omotteri), di Coleotteri (prevalentemente Curculionidi e Ditiscidi) e di  Psocotteri.
Un particolare curioso è il comportamento delle femmine di specie che parassitizzano le uova dei Coleotteri Ditiscidi, che sono sommerse: la femmina del parassitoide riesce a nuotare sott'acqua usando le ali come remi e può restare immersa anche per tempi piuttosto lunghi. Per risalire in superficie si arrampica lungo gli steli di piante acquatiche che emergono.

## Sistematica
La famiglia comprende oltre un centinaio di generi con circa 1400 specie. La ripartizione in sottofamiglie è ancora oggetto di discussione e revisione e nella letteratura sono riportati diversi schemi. Fra le suddivisioni proposte si citano le seguenti.
Anneck e Doutt (1961) suddividono la famiglia secondo il seguente albero:
- Sottofamiglia Alaptinae
  - Tribù Alaptini
  - Tribù Anagrini
- Sottofamiglia Mymarinae
  - Tribù Anaphini
  - Tribù Mymarini
  - Tribù Ooctonini

Yoshimoto (1975) propone il seguente:
- Sottofamiglia Alaptinae
- Sottofamiglia Lubroncinae
- Sottofamiglia Mymaromminae
- Sottofamiglia Mymarinae

A prescindere dall'albero tassonomico interno, la famiglia comprende i seguenti generi:
- Acanthomymar
- Acmopolynema
- Acmotemnus
- Agalmopolynema
- Alaptus
- Allanagrus
- Allarescon
- Allomymar
- Anagroidea
- Anagrus
- Anaphes
- Anneckia
- Apoxypteron
- Arescon
- Australomymar
- Baburia
- Bakkendorfia
- Borneomymar
- Boudiennyia
- Bruchomymar
- Caenomymar
- Callodicopus
- Camptoptera
- Camptopteroides
- Caraphractus
- Carpenteriana
- Ceratanaphes
- Chaetomymar
- Chrysoctonus
- Cleruchus
- Cnecomymar
- Cremnomymar
- Cybomymar
- Dicopomorpha

- Dicopus
- Dorya
- Entrichopteris
- Eofoersteria
- Erdosiella
- Erythmelus
- Eubroncus
- Eucleruchus
- Eustochomorpha
- Eustochus
- Formicomymar
- Gahanopsis
- Ganomymar
- Gonatocerus
- Haplochaeta
- Himopolynema
- Idiocentrus
- Ischiodasys
- Kalopolynema
- Kikiki
- Krokella
- Kubja
- Litus
- Macalpinia
- Macrocamptoptera
- Metanthemus
- Mimalaptus
- Mymar
- Mymarilla
- Myrmecomymar
- Narayanella
- Neomymar
- Neostethynium
- Neserythmelus

- Nesetaerus
- Nesomymar
- Nesopatasson
- Nesopolynema
- Notomymar
- Omyomymar
- Oncomymar
- Ooctonus
- Palaeoneura
- Palaeopatasson
- Paracmotemnus
- Paranaphoidea
- Parapolynema
- Platyfrons
- Platypolynema
- Platystethynium
- Polynema
- Polynemoidea
- Polynemula
- Prionaphes
- Protooctonus
- Pseudanaphes
- Pseudocleruchus
- Ptilomymar
- Restisoma
- Richteria
- †Schizophragma
- Scleromymar
- Scolopsopteron
- Steganogaster
- Stephanocampta
- Stephanodes
- Stethynium